# Почаївка
Почаївка — село в Україні, у Лубенському районі Полтавської області. Населення становить 886 осіб. Входить до складу Гребінківської міської громади.

## Географія
Село Почаївка знаходиться на березі річки Сліпорід, вище за течією на відстані ~ 1,5 км розташовані села Сотницьке та Новоселівка, нижче за течією примикає село Осавульщина. На річці невелика загата. Через проходить автомобільна дорога Т 1708.

## Назва
До 1922 року носило назву Салівка. За радянських часів і до 2016 року село носило назву Ульяновка.
Походження назви населеного пункту Салівка поки що залишається нерозгаданим. Можна лише гадати, що землями, де заснована Салівка, колись володіли козаки Сало. Авторові зустрічався запис, що в 1691 р. був козак Сало, який проживав в Миргородському полку, а потім переселився в с. Лящівка Лубенського полку.

## Історія
Село Почаївка, яке до 1922 року носило назву Салівка, складене, в основному, із чотирьох хуторів: Салівка 1-ша, Салівка 2-га, Хоружівка (Почаївка), Васильківський (Арсенівський). Ці хутори були на берегах річки Сліпорід: на її правобережжі розташований хутір Салівка 2-га, а трішки нижче по течії річки - хутір Салівка 1-ша, на Лівобережжі цієї річки розташований хутір Хоружівка (Почаївка), а трішки нижче по течії річки - хутір Васильківський (Арсенівський).
В справах Генеральної військової канцелярії за 1753 рік (ЦДІА м. Київ, Ф-51, оп. З, справа 11461) є запис: «В хуторі козака повстанського Арсенія - 3 двори посполитих».
А в матеріалах Генерального опису Малоросії 1767 р. (ЦДІА м Київ, ф. 57, оп. 1, справа 425, арк. 500) є такий запис: «Андрій Арсененко - хорунжий і його син Петро; Арсененко живе в Повстині». Андрій, син Арсенія, прийняв батькове ім'я за своє прізвище (що було в той час масовим явищем) і став іменуватися Андрієм Арсененком.
Козак Арсеній зайняв чи придбав землю на лівобережжі р. Сліпорід і заснував там хутір, у якому в 1753 році було уже три двори посполитих. В «Описах Київського намісництва» цей хутрір названий Арсенівкою, у якому в 1787 році мешкало 9 душ дорослих (можливо - господарів дворів), нам невідомо, коли саме і яким побитом ця маєтність перейшла до рук поміщиків Васильківських.
В 1809 році у сповідальній відомомсті Михайлівської церкви с.Повстина цей хутір записаний за Васильківськими, 50 селян цього хутора сповідалися в цій церкві.
Напередодні реформи 1861 року Арсенівська маєтність була поділена на дві частини: господарство вдови колежського регістратора Михайла Васильківського Марфи Петрівни.
В цій частині в період реформи 1861 року виявилося 37 ревізьких душ, (16 господарств: городників - 1, піших - 13, тяглих - 2), яким для викупу виділялося 60,63 десятин землі, тобто по 1,63 десятини на кожну ревізьку душу; господаркою другої частини Арсенівської маєтності була Марія Іванівна Васильківська, яка одружилася з Яковом Варфоломійовичем Олександровичем (що жив в селі Свічківці) і одержала в придане частину Арсенівської маєтності. В цій частині було 9 ревізьких душ (4 господарства: піших - З, тяглих - 1).
Тут для викупу селянам виділялося 16,67 десятин землі, по 1,85 дес. на кожну ревізьку душу.
Що далі було з Арсенівською маєтністю?
Марфа Петрівна Васильківська, мабуть, невдовзі після реформи 1861 року померла, дітей у неї не було. Маєтність перейшла до поміщиків Щербаків - Андрія Олександровича (1835 - 1880) і його дружини Софії Іванівни (до шлюбу Томара, 1835 - 1884): в 1868 році вони вже тут жили. Про них писав М.В. Стороженко в своїй мемуарній праці «З мого життя»: «Андрій Олександрович Щербак і його дружина Софія Іванівна Томар безвиїзно господарювали в Васильківщині. А після його смерті Софія Іванівна продала цей маєток та й подалася в Київ з дочкою Наталкою і сином Андрієм».
Насправді Арсенівкою ще в 1892 році володіли Щербаки.
Іще один хутір був на лівобережжі річки Сліпорід - Хоружівка. Про нього згадується в сповідальній відомості церкви села Повстин за 1837 рік (селян там було 74 душі), коли ним володів уже поміщик Павло Васильович Горленко (1791 - 1850). Не виключено, що його заснував ще хорунжий Андрій Арсененко (адже хутір одержав і назву Хоружівка на його честь), і цей хутір, можливо, довгий час не мав такого розвитку, як інші хутори, і лише за новим власником (Горленком) він «вголос» заявив про себе.
Після Павла Васильовича цією маєтністю довго володіла його сестра Наталія Василівна (1799 - 1875), яка померла в 1875 році дівицею. Отже лівобережна частина нинішньої Ульяновки була в володінні козаків Арсененків, а починаючи з 1800-1830-х років була зайнята Васильківськими, Горленками, Олександровичами.
В 1884 році в х. Почаївка (Хоружівка) налічувалось 90 душ обох статей, а в х. Арсенівський в той час мешкало 144 душі. За переписом населення 1910 року хутір Арсенівський ще існував, і налічувалось в ньому 47 господарств (козацьких - 3, селянських - 37, інших непривілегійованих - 5, привілегійованих - 2) з населенням 297 душ обох статей.
А в х. Почаївка (Хоружівка) в 1910 налічувалось 17 селянських дворів з населенням 119 душ обох статей.
На відміну від власників лівобережних земель Арсененків, які були корінними мешканцями с. Повстина, Ограновичі (Корнієвичі) прибули до Лубенського полку із Прилуцького полку, і землі прибережжя р. Сліпороду, де був заснований хутір Салівка, вони у когось купили. Можливо, що цю землю вони купили у козаків Сало.
Про родоначальника Лубенських і Пирятинських Ограновичів (Корнієвичів) та його синів писав Лубенський історик М.Г. Астряб у сво'ій праці «Малоросійський Лубенський полк»: «Корній Григорович Огранович оженившись на дочці «Лубенського орендаря» Івана Кулябки з своїми синами із Прилук переселився в Лубни.
Тут його сини під іменем Корнієвичів подобували собі різні значні полкові уряди. Тільки сотник другої Лубенської сотні, онук Корнія постійно підписувався прізвищем предків - Огранович». Решта змінили прізвище на Корнієвич. З часом майже всі вони знову стали Ограновичами.
Хутір Салівка, можна вважати, був заснований сином Корнія Григоровича Ограновича, Пирятинським сотником (з 1719 до 1751 р.р.) Григорієм Корнієвичем (1675 - 1758). В ревізькій книзі (матеріалах перепису населення) 1740 року записано, що в хуторі сотника Григорія Корнієвича мешкають підсусідки: тяглих - 4, піших - 5.
Цей хутір із землями він передав своєму синові Якову Григоровичу (1732-1769). Після його смерті господарювала його дружина Анастасія Стефанівна (1738- 1808). Вони накопичили багато земель, а дітей своїх не мали. Тому після смерті їх володіння були поділені між його п'ятьма братами: Якимом, Іваном, Михайлом, Павлом і Григорієм. Сини перших двох братів не залишили спадкоємців, тому в Салівці і на її землях господарювали спадкоємці братів Михайла, Павла і Григорія.
Нащадки Михайла і Павла Григоровичів жили і господарювали в хуторі Салівка. Нащадки ж Григорія Григоровича придбали маєтність в селі Рудка і користувались нею до 1906 року. Михайлів син Олексій Михайлович вище хутора Салівки заснував хутір Олексіївка. А нижче цього хутора (між хуторами Олексіївкою і Салівкою) був створений ще один хутір - Шугаївка. Пізніше хутори Олексіївка і Шугаївка були об'єднані в один хутір - Салівка 2-га.
А старий хутір Салівка став Салівкою першою. Господарями правобережжя річки Сліпорід були Ограновичі, вони створювали нові хутори, об'єднували їх і таке інше. За переписом населення 1910 року в хуторі Салівка перша налічувалося 21 господарство (козацьке - одне, селянських - 20) із населенням 135 душ, а в хуторі Салівка друга - 44 господарства (козацьке - 1, селянських - 43) з населенням 273 душі.
Після революції 1917 року, (яку великокручанський поміщик М.В. Стороженко, емігрувавши в 1919 році в Югославію, у своїй мемуарній праці «3 мого життя» назвав Великою руїною), хутори з їх землями, які належали різним поміщикам, були об'єднані в одне село, яке в 1922 році одержало назву Ульяновка, і було створено колгоспи ім. Ульянова, ім. Кірова. "Весела праця".
За переписом населення 1926 року в Ульяновці мешкало 1067 душ, в 1939 році - 818 душ, в 1959 році - 1126 душ, 1972 році -995 душ, в 1980 році - 947 душ, в 1990 році - 923 душі.
Ульяновка була окупована Вермахтом у вересні 1941 і реокупована радянськими військами 23.ІХ.1943. Не повернулося із війни 1941-1945 років - 104 жителі села.
В 1970-х роках в селі побудовано будинок культури, адміністративний будинок, два магазини. Що стосується адміністративно - територіального поділу, то хутори Салівка перша, друга, Почаївка (Хоружівка), Васильківський (Арсенівка) відносилися до Пирятинської волості Пирятинського повіту. А з 1919 року до Салівської (Ульяновської) сільради Пирятинського району (а з 1935 року Гребінківського району).
В 1919 році утворено Салівську (Ульяновську) сільраду в складі: село Ульяновка, хутір Сотниківка, хутір Богодарівка, хутір Новоселівка, хутір Скочак, х. Корсаківщина (Бесідовщина, Корсаківка), х. Карпенків.
В 1925 році утворено нову сільраду, Раківщинську (х. Сотниківка була перейменована в х. Раківщину) в складі: с. Раківщина, х. Скочак, х. Новоселівка, х. Богодарівка. В складі Ульяновської сільради залишилися: с. Ульяновка (365 жителів), с.Корсаківщина (Бесідовщина, 145), х. Карпенків (63), х. Осавульщина (560). В такому складі (за винятком того, що не було вже хуторів Богодарівки і Карпенкового: перший увійшов в склад с. Раковщина, а другий - в склад х. Корсаківщини, а в склад Ульяновської сільради вводилось селище радгоспу) існували Ульяновська і Раківщинська сільради ще в 1947 році.
А в 1957 році вони були знову об'єднані в одну сільраду - Ульяновську. В 2016 році Верховна Рада України ухвалила постанову про перейменування в рамках декомунізації село Ульяновку в село Почаївка, та село Жовтневе в село Сотницьке. До складу Почаївської сільради входять: Почаївка, Бесідовщина, Сотницьке, Новоселівка, Скочак.
Хутори, які утворили Почаївку (Ульяновку), відносились до парафії Михайлівської церкви села Повстин.
До 2003 року було в Ульяновці споживче товариство і об'єднувало на території 8 магазинчиків. Був і свій побуткомбінат, який надавав послуги населенню в пошитті одягу, у пошитті і ремонту взуття, надавалися ритуальні послуги. До 1960 року побуткомбінат розміщався в сільській хаті. Пізніше збудували нове приміщення де шили одіг.
Ульянівське поштове відділення обслуговувало всі населені пункти сільської Ради. В кожному населеному пункті працював листоноша.
Протягом багатьох років діє дитячий садок, який обслуговує всі населені пункти.
Не можна не згадати, як в 50-роки минулого століття і до 80-х років Бабіченко Ілля Михайлович і Наєнко Олексій Олександрович кінопересувною забезпечували показ художніх фільмів в Ульяновці і Жовтневому, а після перегляду фільмів для молоді ще й організовували танці.

## Населення

### Мова
Розподіл населення за рідною мовою за даними перепису 2001 року:
| Мова            | Кількість | Відсоток |
| --------------- | --------- | -------- |
| українська      | 864       | 97.52%   |
| російська       | 17        | 1.92%    |
| білоруська      | 3         | 0.34%    |
| румунська       | 1         | 0.11%    |
| інші/не вказали | 1         | 0.11%    |
| Усього          | 886       | 100%     |

## Економіка
- Птахо-товарна ферма.
- ТОВ «Ульянівка».

## Об'єкти соціальної сфери
- Школа.
- Будинок культури.